# Gononemertes australiensis
Gononemertes australiensis är en djurart som tillhör fylumet slemmaskar, och som beskrevs av Gibson 1974. Gononemertes australiensis ingår i släktet Gononemertes och familjen Prosorhochmidae. Inga underarter finns listade i Catalogue of Life.